# مسیر انحرافی
مسیر انحرافی یک سریال تلویزیونی کمدی ایرانی به کارگردانی بهرنگ توفیقی نویسنده فیلمنامه بر عهده زامیاد سعدوندیان و محصول تابستان و پاییز سال ۱۳۹۰ است. نمایش سریال از ۱۹ فروردین سال ۱۳۹۱ به مدت ۱۵ قسمت در شبکه سوم سیما به نمایش درآمد. صحنه‌های فیلمبرداری سریال در پارک جنگلی خجیر واقع در انتهای اتوبان شهید بابایی و فرودگاه مهرآباد فیلمبرداری شده‌است. این سریال در قالب یک فیلم تلویزیونی نیز به نمایش درآمده است. تیتراژ این سریال با صدای سینا حجازی بود.

## خلاصه داستان
دانشمندی که در یک جزیره ساکن است، قصد دارد با فرود آوردن یک هواپیما که حامل تعدادی از نخبه‌های ایرانی است در یک جزیره دورافتاده، با انجام آزمایشهای مختلف بر روی این افراد به اهداف خود دست بیابد؛ ولی به اشتباه هواپیمای مسیر ایران به آفریقای جنوبی را شناسایی می‌کند و با اختلال در سیستم ناوبری هواپیما، باعث فرود اضطراری هواپیما در جزیره می‌شود. حال مسافران هواپیما یک اجتماع کوچک را در جزیره تشکیل داده‌اند که قصد دارند به هر ترتیب از جزیره رهایی بیابند. اما دانشمند ناشناس که گمان می‌کند این افراد همان نخبه‌های علمی ایران هستند می‌کوشد …